# Medonte (Iliade)
Medonte (in greco antico: Μέδων?, Médōn) è un personaggio della mitologia greca.

## Mitologia
Nell'Iliade compare un condottiero col nome di Medonte, il quale assiste al discorso di Ettore, che promette un'ottima ricompensa per chi riuscirà a trascinare il cadavere di Patroclo, da lui ucciso, nella città di Troia. Insieme a Medonte compaiono altri condottieri: Mestle, Glauco, Tersiloco, Asteropeo, Disenore, Ippotoo, Forci, Cromio ed Ennomo. L'impresa non si rivelerà tuttavia così fortunata: Aiace Telamonio, schieratosi in difesa del giovane Patroclo, ucciderà Ippotoo e Forci, spaventando Medonte e gli altri che saranno costretti a desistere. 

Di Medonte non si parlerà più nel poema.
Nel VI libro dell'Eneide, Enea, sceso vivo nell'Ade con l'aiuto della Sibilla, incontra l'anima di Medonte insieme a quelle di molti altri guerrieri caduti a Troia. La morte dell'eroe doveva essere dunque narrata in un poema successivo all'Iliade nel Ciclo Troiano.